# Liga dos Campeões da AFC de 2021
A Liga dos Campeões da AFC de 2021 foi a 40ª edição do principal torneio de futebol de clubes da Ásia, organizado pela Confederação Asiática de Futebol (AFC).
A edição de 2021 do torneio foi a primeira a envolver 40 equipes durante a fase de grupos, um aumento em relação às 32 anteriores. O vencedor do torneio se classificou automaticamente para a Liga dos Campeões da AFC de 2022, entrando nos play-offs de qualificação, caso não tenham se classificado por meio do seu campeonato local. O campeão irá representar a Ásia na Copa do Mundo de Clubes da FIFA de 2021.

## Equipes classificadas

### Ásia Ocidental
| País                                             | Equipe                                           | Classificação                                                                          |                                                  |
| Equipes que entram diretamente na fase de grupos | Equipes que entram diretamente na fase de grupos | Equipes que entram diretamente na fase de grupos                                       | Equipes que entram diretamente na fase de grupos |
| ------------------------------------------------ | ------------------------------------------------ | -------------------------------------------------------------------------------------- | ------------------------------------------------ |
| Catar                                            | Al-Duhail                                        | Campeão – Qatar Stars League de 2019–20                                                |                                                  |
| Catar                                            | Al-Sadd                                          | Campeão – Copa do Catar de 2020 Terceiro lugar – Qatar Stars League de 2019–20         |                                                  |
| Catar                                            | Al-Rayyan                                        | Vice-campeão – Qatar Stars League de 2019–20                                           |                                                  |
| Arábia Saudita                                   | Al-Hilal                                         | Campeão – Campeonato Saudita de 2019–20 Campeão – Copa do Rei de 2019–20               |                                                  |
| Arábia Saudita                                   | Al-Nassr                                         | Vice-campeão – Campeonato Saudita de 2019–20                                           |                                                  |
| Arábia Saudita                                   | Al-Ahli                                          | Terceiro lugar – Campeonato Saudita de 2019–20                                         |                                                  |
| Irão                                             | Persepolis                                       | Campeão – Iran Pro League de 2019–20                                                   |                                                  |
| Irão                                             | Tractor                                          | Campeão – Copa Hazfi de 2019–20                                                        |                                                  |
| Irão                                             | Esteghlal                                        | Vice-campeão – Iran Pro League de 2019–20                                              |                                                  |
| Emirados Árabes Unidos                           | Sharjah                                          | Campeão – Campeonato Emiradense de 2018–19                                             |                                                  |
| Emirados Árabes Unidos                           | Shabab Al-Ahli                                   | Campeão – UAE President Cup de 2018–19 Vice-campeão – Campeonato Emiradense de 2018–19 |                                                  |
| Iraque                                           | Al-Shorta                                        | Campeão – Campeonato Iraquiano de 2018–19                                              |                                                  |
| Uzbequistão                                      | Pakhtakor                                        | Campeão – Campeonato Uzbeque de 2020 Campeão – Copa do Uzbequistão de 2020             |                                                  |
| Jordânia                                         | Al-Wehdat                                        | Campeão – Campeonato Jordano de 2020                                                   |                                                  |
| Índia                                            | Goa                                              | Campeão – I-League de 2019–20                                                          |                                                  |
| Tajiquistão                                      | Istiklol                                         | Campeão – Campeonato Tajique de 2020                                                   |                                                  |
| Equipes que entram na fase de play-off           |                                                  |                                                                                        |                                                  |
| Catar                                            | Al-Gharafa                                       | Quarto lugar – Qatar Stars League de 2019–20                                           |                                                  |
| Arábia Saudita                                   | Al Wehda                                         | Quarto lugar – Campeonato Saudita de 2019–20                                           |                                                  |
| Irão                                             | Foolad                                           | Terceiro lugar – Iran Pro League de 2019–20                                            |                                                  |
| Emirados Árabes Unidos                           | Al-Wahda                                         | Terceiro lugar – Campeonato Emiradense de 2019–20                                      |                                                  |
| Emirados Árabes Unidos                           | Al Ain                                           | Quarto lugar – Campeonato Emiradense de 2019–20                                        |                                                  |
| Iraque                                           | Al-Zawraa                                        | Campeão – Copa do Iraque de 2018–19                                                    |                                                  |
| Iraque                                           | Al-Quwa Al-Jawiya                                | Vice-campeão – Campeonato Iraquiano de 2018–19                                         |                                                  |
| Uzbequistão                                      | AGMK                                             | Terceiro lugar – Campeonato Uzbeque de 2020                                            |                                                  |

### Ásia Oriental
| País                                             | Equipe                                           | Classificação                                                                             |                                                  |
| Equipes que entram diretamente na fase de grupos | Equipes que entram diretamente na fase de grupos | Equipes que entram diretamente na fase de grupos                                          | Equipes que entram diretamente na fase de grupos |
| ------------------------------------------------ | ------------------------------------------------ | ----------------------------------------------------------------------------------------- | ------------------------------------------------ |
| China                                            | Guangzhou                                        | Vice-campeão – Superliga Chinesa de 2020                                                  |                                                  |
| China                                            | Beijing Guoan                                    | Terceiro lugar – Superliga Chinesa de 2020                                                |                                                  |
| China                                            | Shanghai Port                                    | Quarto lugar – Superliga Chinesa de 2020                                                  |                                                  |
| Japão                                            | Kawasaki Frontale                                | Campeão – J-League de 2020 Campeão – Copa do Imperador de 2020                            |                                                  |
| Japão                                            | Gamba Osaka                                      | Vice-campeão – J-League de 2020                                                           |                                                  |
| Japão                                            | Nagoya Grampus                                   | Terceiro lugar – J-League de 2020                                                         |                                                  |
| Coreia do Sul                                    | Jeonbuk Hyundai Motors                           | Campeão – K League 1 de 2020 Campeão – Copa do Coreia do Sul de 2020                      |                                                  |
| Coreia do Sul                                    | Ulsan                                            | Vice-campeão – K League 1 de 2020                                                         |                                                  |
| Tailândia                                        | BG Pathum United                                 | Primeiro lugar após a primeira metade da temporada – Campeonato Tailandês de 2020–21      |                                                  |
| Tailândia                                        | Port                                             | Segundo lugar após a primeira metade da temporada – Campeonato Tailandês de 2020–21       |                                                  |
| Austrália                                        | Sydney FC                                        | Campeão – Temporada regular da A-League de 2019–20 Campeão – A-League Grand Final de 2020 |                                                  |
| Filipinas                                        | United City                                      | Campeão – Campeonato Filipino de 2020                                                     |                                                  |
| Vietname                                         | Viettel                                          | Campeão – Campeonato Vietnamita de 2020                                                   |                                                  |
| Malásia                                          | Johor Darul Ta'zim                               | Campeão – Campeonato Malaio de 2020                                                       |                                                  |
| Singapura                                        | Tampines Rovers                                  | Vice-campeão – S-League de 2020                                                           |                                                  |
| Hong Kong                                        | Kitchee                                          | Campeão – Premier League Hong-konguesa de 2019–20                                         |                                                  |
| Equipes que entram na fase de play-off           |                                                  |                                                                                           |                                                  |
| Japão                                            | Cerezo Osaka                                     | Quarto lugar – J-League de 2020                                                           |                                                  |
| Coreia do Sul                                    | Pohang Steelers                                  | Terceiro lugar – K League 1 de 2020                                                       |                                                  |
| Coreia do Sul                                    | Daegu                                            | Quinto lugar – K League 1 de 2020                                                         |                                                  |
| Tailândia                                        | Chiangrai United                                 | Terceiro lugar após a primeira metade da temporada – Campeonato Tailandês de 2020–21      |                                                  |
| Tailândia                                        | Ratchaburi Mitr Phol                             | Quarto lugar após a primeira metade da temporada – Campeonato Tailandês de 2020–21        |                                                  |
| Austrália                                        | Melbourne City                                   | Vice-campeão – Temporada regular da A-League de 2019–20                                   |                                                  |
| Austrália                                        | Brisbane Roar                                    | Quarto lugar – Temporada regular da A-League de 2019–20                                   |                                                  |
| Filipinas                                        | Kaya–Iloilo                                      | Vice-campeão – Campeonato Filipino de 2020                                                |                                                  |
| Myanmar                                          | Shan United                                      | Campeão – Campeonato Birmanês de 2020                                                     |                                                  |

## Calendário
O calendário para a competição é o seguinte:
Em 25 de janeiro de 2021, a AFC publicou o calendário da competição. A fase de grupos foi disputada em uma única sede.
- Legenda:
  - AOR: Datas das partidas das equipes da Ásia Oriental.
  - AOC: Datas das partidas das equipes da Ásia Ocidental.

| Fase            | Rodada                    | Data do sorteio | Partida de ida                                   | Partida de volta                                 |
| --------------- | ------------------------- | --------------- | ------------------------------------------------ | ------------------------------------------------ |
| Fase preliminar | Primeira pré-eliminatória | Sem sorteio     | 7 de abril (AOR)                                 | 7 de abril (AOR)                                 |
| Play-off        | Play-off                  | Sem sorteio     | 7 de abril (AOR), 14 de abril (AOC)              | 7 de abril (AOR), 14 de abril (AOC)              |
| Fase de grupos  | Primeira rodada           | 27 de janeiro   | 14–15 de abril (AOC), 21–22 de abril (AOR)       | 14–15 de abril (AOC), 21–22 de abril (AOR)       |
| Fase de grupos  | Segunda rodada            | 27 de janeiro   | 17–18 de abril (AOC), 21–22 de abril (AOR)       | 17–18 de abril (AOC), 21–22 de abril (AOR)       |
| Fase de grupos  | Terceira rodada           | 27 de janeiro   | 20–21 de abril (AOC), 27–28 de abril (AOR)       | 20–21 de abril (AOC), 27–28 de abril (AOR)       |
| Fase de grupos  | Quarta rodada             | 27 de janeiro   | 23–24 de abril (AOC), 30 de abril–1 de maio(AOR) | 23–24 de abril (AOC), 30 de abril–1 de maio(AOR) |
| Fase de grupos  | Quinta rodada             | 27 de janeiro   | 26–27 de abril (AOC), 3–4 de maio (AOR)          | 26–27 de abril (AOC), 3–4 de maio (AOR)          |
| Fase de grupos  | Sexta rodada              | 27 de janeiro   | 29–30 de abril (AOC), 6–7 de maio (AOR)          | 29–30 de abril (AOC), 6–7 de maio (AOR)          |
| Fase final      | Oitavas de final          | 27 de janeiro   | 13–15 de setembro                                | 13–15 de setembro                                |
| Fase final      | Quartas de final          | 17 de setembro  | 16–17 de outubro                                 | 16–17 de outubro                                 |
| Fase final      | Semifinais                | 17 de setembro  | 19–20 de outubro                                 | 19–20 de outubro                                 |
| Fase final      | Final                     | 17 de setembro  | 23 de novembro                                   | 23 de novembro                                   |

## Fase de grupos
O sorteio para a fase de grupos foi realizado em 27 de janeiro de 2021 na sede da AFC em Kuala Lumpur na Malásia. As 40 equipes foram distribuídas em dez grupos com quatro equipes cada. Equipes da mesma associação não puderam ser sorteadas no mesmo grupo. Os vencedores de cada grupo e os três melhores segundos colocados de cada região avançam para as oitavas de final.

### Grupo A
| Pos | Equipe         | Pts | J | V | E | D | GP | GC | SG |                                  |  | IST | HIL | Shabab Al-Ahli | AGK |
| --- | -------------- | --- | - | - | - | - | -- | -- | -- | -------------------------------- |  | --- | --- | -------------- | --- |
| 1   | Istiklol       | 10  | 6 | 3 | 1 | 2 | 10 | 8  | +2 | Classificado às oitavas de final |  | —   | 4–1 | 0–0            | 1–2 |
| 2   | Al-Hilal (H)   | 10  | 6 | 3 | 1 | 2 | 11 | 9  | +2 | Classificado às oitavas de final |  | 3–1 | —   | 0–2            | 2–2 |
| 3   | Shabab Al-Ahli | 7   | 6 | 2 | 1 | 3 | 6  | 6  | 0  | Eliminado                        |  | 0–1 | 0–2 | —              | 3–1 |
| 4   | AGMK           | 7   | 6 | 2 | 1 | 3 | 9  | 13 | −4 | Eliminado                        |  | 2–3 | 0–3 | 2–1            | —   |

1. 1 2  Diferença de gols no confronto direto: Istiklol 1, Al Hilal −1.
2. 1 2  Diferença de gols no confronto direto: Shabab Al-Ahli 1, AGMK −1.

### Grupo B
| Pos | Equipe            | Pts | J | V | E | D | GP | GC | SG |                                  |  | SHA | TRA | PAK | QWJ |
| --- | ----------------- | --- | - | - | - | - | -- | -- | -- | -------------------------------- |  | --- | --- | --- | --- |
| 1   | Sharjah (H)       | 11  | 6 | 3 | 2 | 1 | 9  | 6  | +3 | Classificado às oitavas de final |  | —   | 0–2 | 4–1 | 1–0 |
| 2   | Tractor           | 10  | 6 | 2 | 4 | 0 | 6  | 3  | +3 | Classificado às oitavas de final |  | 0–0 | —   | 0–0 | 1–0 |
| 3   | Pakhtakor         | 7   | 6 | 1 | 4 | 1 | 6  | 8  | −2 | Eliminado                        |  | 1–1 | 3–3 | —   | 1–0 |
| 4   | Al-Quwa Al-Jawiya | 2   | 6 | 0 | 2 | 4 | 2  | 6  | −4 | Eliminado                        |  | 2–3 | 0–0 | 0–0 | —   |

### Grupo C
| Pos | Equipe      | Pts | J | V | E | D | GP | GC | SG |                                  |  | EST | DUH | AHL | SHO |
| --- | ----------- | --- | - | - | - | - | -- | -- | -- | -------------------------------- |  | --- | --- | --- | --- |
| 1   | Esteghlal   | 11  | 6 | 3 | 2 | 1 | 14 | 8  | +6 | Classificado às oitavas de final |  | —   | 2–2 | 5–2 | 1–0 |
| 2   | Al-Duhail   | 9   | 6 | 2 | 3 | 1 | 11 | 9  | +2 | Classificado às oitavas de final |  | 4–3 | —   | 1–1 | 2–0 |
| 3   | Al-Ahli (H) | 9   | 6 | 2 | 3 | 1 | 9  | 8  | +1 | Eliminado                        |  | 0–0 | 1–1 | —   | 2–1 |
| 4   | Al-Shorta   | 3   | 6 | 1 | 0 | 5 | 3  | 12 | −9 | Eliminado                        |  | 0–3 | 2–1 | 0–3 | —   |

### Grupo D
| Pos | Equipe       | Pts | J | V | E | D | GP | GC | SG |                                  |  | NAS | SAD | WEH | FOO |
| --- | ------------ | --- | - | - | - | - | -- | -- | -- | -------------------------------- |  | --- | --- | --- | --- |
| 1   | Al-Nassr (H) | 11  | 6 | 3 | 2 | 1 | 9  | 5  | +4 | Classificado às oitavas de final |  | —   | 3–1 | 1–2 | 2–0 |
| 2   | Al-Sadd      | 10  | 6 | 3 | 1 | 2 | 9  | 7  | +2 | Classificado às oitavas de final |  | 1–2 | —   | 3–1 | 1–1 |
| 3   | Al-Wehdat    | 7   | 6 | 2 | 1 | 3 | 4  | 7  | −3 | Eliminado                        |  | 0–0 | 0–2 | —   | 1–0 |
| 4   | Foolad       | 5   | 6 | 1 | 2 | 3 | 3  | 6  | −3 | Eliminado                        |  | 1–1 | 0–1 | 1–0 | —   |

### Grupo E
| Pos | Equipe     | Pts | J | V | E | D | GP | GC | SG |                                  |  | PER | WAH | GOA | RAY |
| --- | ---------- | --- | - | - | - | - | -- | -- | -- | -------------------------------- |  | --- | --- | --- | --- |
| 1   | Persepolis | 15  | 6 | 5 | 0 | 1 | 14 | 5  | +9 | Classificado às oitavas de final |  | —   | 1–0 | 2–1 | 4–2 |
| 2   | Al-Wahda   | 13  | 6 | 4 | 1 | 1 | 7  | 3  | +4 | Classificado às oitavas de final |  | 1–0 | —   | 0–0 | 3–2 |
| 3   | Goa (H)    | 3   | 6 | 0 | 3 | 3 | 2  | 9  | −7 | Eliminado                        |  | 0–4 | 0–2 | —   | 0–0 |
| 4   | Al-Rayyan  | 2   | 6 | 0 | 2 | 4 | 6  | 12 | −6 | Eliminado                        |  | 1–3 | 0–1 | 1–1 | —   |

### Grupo F
| Pos | Equipe               | Pts | J | V | E | D | GP | GC | SG  |                                  |  | ULS | PAT | VIE | KAY |
| --- | -------------------- | --- | - | - | - | - | -- | -- | --- | -------------------------------- |  | --- | --- | --- | --- |
| 1   | Ulsan                | 18  | 6 | 6 | 0 | 0 | 13 | 1  | +12 | Classificado às oitavas de final |  | —   | 2–0 | 3–0 | 2–1 |
| 2   | BG Pathum United (H) | 12  | 6 | 4 | 0 | 2 | 10 | 6  | +4  | Classificado às oitavas de final |  | 0–2 | —   | 2–0 | 4–1 |
| 3   | Viettel              | 6   | 6 | 2 | 0 | 4 | 7  | 9  | −2  | Eliminado                        |  | 0–1 | 1–3 | —   | 1–0 |
| 4   | Kaya–Iloilo          | 0   | 6 | 0 | 0 | 6 | 2  | 16 | −14 | Eliminado                        |  | 0–3 | 0–1 | 0–5 | —   |

### Grupo G
| Pos | Equipe                   | Pts | J | V | E | D | GP | GC | SG  |                                  |  | NAG | POH | JOH | RAT |
| --- | ------------------------ | --- | - | - | - | - | -- | -- | --- | -------------------------------- |  | --- | --- | --- | --- |
| 1   | Nagoya Grampus           | 16  | 6 | 5 | 1 | 0 | 14 | 2  | +12 | Classificado às oitavas de final |  | —   | 3–0 | 2–1 | 3–0 |
| 2   | Pohang Steelers          | 11  | 6 | 3 | 2 | 1 | 9  | 5  | +4  | Classificado às oitavas de final |  | 1–1 | —   | 4–1 | 2–0 |
| 3   | Johor Darul Ta'zim       | 4   | 6 | 1 | 1 | 4 | 3  | 9  | −6  | Eliminado                        |  | 0–1 | 0–2 | —   | 0–0 |
| 4   | Ratchaburi Mitr Phol (H) | 2   | 6 | 0 | 2 | 4 | 0  | 10 | −10 | Eliminado                        |  | 0–4 | 0–0 | 0–1 | —   |

### Grupo H
| Pos | Equipe                 | Pts | J | V | E | D | GP | GC | SG  |                                  |  | JEO | GAM | CHI | TAM |
| --- | ---------------------- | --- | - | - | - | - | -- | -- | --- | -------------------------------- |  | --- | --- | --- | --- |
| 1   | Jeonbuk Hyundai Motors | 16  | 6 | 5 | 1 | 0 | 22 | 5  | +17 | Classificado às oitavas de final |  | —   | 2–1 | 2–1 | 9–0 |
| 2   | Gamba Osaka            | 9   | 6 | 2 | 3 | 1 | 15 | 7  | +8  | Classificado às oitavas de final |  | 2–2 | —   | 1–1 | 8–1 |
| 3   | Chiangrai United       | 8   | 6 | 2 | 2 | 2 | 8  | 7  | +1  | Eliminado                        |  | 1–3 | 1–1 | —   | 1–0 |
| 4   | Tampines Rovers        | 0   | 6 | 0 | 0 | 6 | 1  | 27 | −26 | Eliminado                        |  | 0–4 | 0–2 | 0–3 | —   |

### Grupo I
| Pos | Equipe            | Pts | J | V | E | D | GP | GC | SG  |                                  |  | KAW | DAE | UNI | BJG |
| --- | ----------------- | --- | - | - | - | - | -- | -- | --- | -------------------------------- |  | --- | --- | --- | --- |
| 1   | Kawasaki Frontale | 18  | 6 | 6 | 0 | 0 | 27 | 3  | +24 | Classificado às oitavas de final |  | —   | 3–2 | 8–0 | 4–0 |
| 2   | Daegu FC          | 12  | 6 | 4 | 0 | 2 | 22 | 6  | +16 | Classificado às oitavas de final |  | 1–3 | —   | 7–0 | 5–0 |
| 3   | United City       | 4   | 6 | 1 | 1 | 4 | 4  | 24 | −20 | Eliminado                        |  | 0–2 | 0–4 | —   | 1–1 |
| 4   | Beijing FC        | 1   | 6 | 0 | 1 | 5 | 3  | 23 | −20 | Eliminado                        |  | 0–7 | 0–3 | 2–3 | —   |

### Grupo J
| Pos | Equipe       | Pts | J | V | E | D | GP | GC | SG  |                                  |  | CER | KIT | POR | GZH |
| --- | ------------ | --- | - | - | - | - | -- | -- | --- | -------------------------------- |  | --- | --- | --- | --- |
| 1   | Cerezo Osaka | 14  | 6 | 4 | 2 | 0 | 13 | 2  | +11 | Classificado às oitavas de final |  | —   | 2–1 | 1–1 | 5–0 |
| 2   | Kitchee      | 11  | 6 | 3 | 2 | 1 | 6  | 3  | +3  | Classificado às oitavas de final |  | 0–0 | —   | 2–0 | 1–0 |
| 3   | Port (H)     | 8   | 6 | 2 | 2 | 2 | 10 | 8  | +2  | Eliminado                        |  | 0–3 | 1–1 | —   | 3–0 |
| 4   | Guangzhou    | 0   | 6 | 0 | 0 | 6 | 1  | 17 | −16 | Eliminado                        |  | 0–2 | 0–1 | 1–5 | —   |

### Melhores segundos colocados

#### Ásia Ocidental
| Pos | Grp | Equipe    | Pts | J | V | E | D | GP | GC | SG | Classificado                     |
| --- | --- | --------- | --- | - | - | - | - | -- | -- | -- | -------------------------------- |
| 1   | E   | Al-Wahda  | 13  | 6 | 4 | 1 | 1 | 7  | 3  | +4 | Classificado às oitavas de final |
| 2   | B   | Tractor   | 10  | 6 | 2 | 4 | 0 | 6  | 3  | +3 | Classificado às oitavas de final |
| 3   | A   | Al-Hilal  | 10  | 6 | 3 | 1 | 2 | 11 | 9  | +2 | Classificado às oitavas de final |
| 4   | D   | Al-Sadd   | 10  | 6 | 3 | 1 | 2 | 9  | 7  | +2 | Eliminado                        |
| 5   | C   | Al-Duhail | 9   | 6 | 2 | 3 | 1 | 11 | 9  | +2 | Eliminado                        |

#### Ásia Oriental
| Pos | Grp | Equipe           | Pts | J | V | E | D | GP | GC | SG  | Classificado                     |
| --- | --- | ---------------- | --- | - | - | - | - | -- | -- | --- | -------------------------------- |
| 1   | I   | Daegu FC         | 12  | 6 | 4 | 0 | 2 | 22 | 6  | +16 | Classificado às oitavas de final |
| 2   | F   | BG Pathum United | 12  | 6 | 4 | 0 | 2 | 10 | 6  | +4  | Classificado às oitavas de final |
| 3   | G   | Pohang Steelers  | 11  | 6 | 3 | 2 | 1 | 9  | 5  | +4  | Classificado às oitavas de final |
| 4   | J   | Kitchee          | 11  | 6 | 3 | 2 | 1 | 6  | 3  | +3  | Eliminado                        |
| 5   | H   | Gamba Osaka      | 9   | 6 | 2 | 3 | 1 | 15 | 7  | +8  | Eliminado                        |

## Premiação
| Liga dos Campeões da AFC de 2021 |
| Arábia Saudita                   |
| -------------------------------- |
| Al-Hilal Campeão (4.º título)    |